# Limões (Ribeira de Pena)
Limões é uma povoação portuguesa do Município de Ribeira de Pena que foi sede da extinta Freguesia de Limões, freguesia que tinha 17,18 km² de área e 335 habitantes (2011), e, por isso, uma densidade populacional de 19,5 hab/km².
A Freguesia de Limões foi extinta em 28 de janeiro de 2013, pela Lei n.º 11-A/2013 dá-se cumprimento à obrigação de reorganização administrativa do território das freguesias, tendo o seu território sido agregado ao da Freguesia de Cerva sendo constituída a nova União das Freguesias de Cerva e Limões, com sede em Cerva.

## População
| Número de habitantes | Número de habitantes | Número de habitantes | Número de habitantes | Número de habitantes | Número de habitantes | Número de habitantes | Número de habitantes | Número de habitantes | Número de habitantes | Número de habitantes | Número de habitantes | Número de habitantes | Número de habitantes | Número de habitantes |
| -------------------- | -------------------- | -------------------- | -------------------- | -------------------- | -------------------- | -------------------- | -------------------- | -------------------- | -------------------- | -------------------- | -------------------- | -------------------- | -------------------- | -------------------- |
| 1864                 | 1878                 | 1890                 | 1900                 | 1911                 | 1920                 | 1930                 | 1940                 | 1950                 | 1960                 | 1970                 | 1981                 | 1991                 | 2001                 | 2011                 |
| 597                  | 681                  | 709                  | 736                  | 768                  | 735                  | 628                  | 996                  | 910                  | 919                  | 692                  | 688                  | 481                  | 393                  | 335                  |

(Obs.: Número de habitantes "residentes", ou seja, que tinham a residência oficial neste concelho à data em que os censos  se realizaram.)

## Lugares
À Freguesia de Limões pertenciam as aldeias de Azeveda, Cadaval, Macieira e Tojais, para além da sua sede, Limões, pela sua dimensão, população e localização.

## Património
- Conjunto arquitectónico em Limões
- Igreja de São João de Limões
- Igreja de São João Baptista

## Museus
- Museu do Linho